# Újezd pod Přimdou

Kataster von Ujest 1838

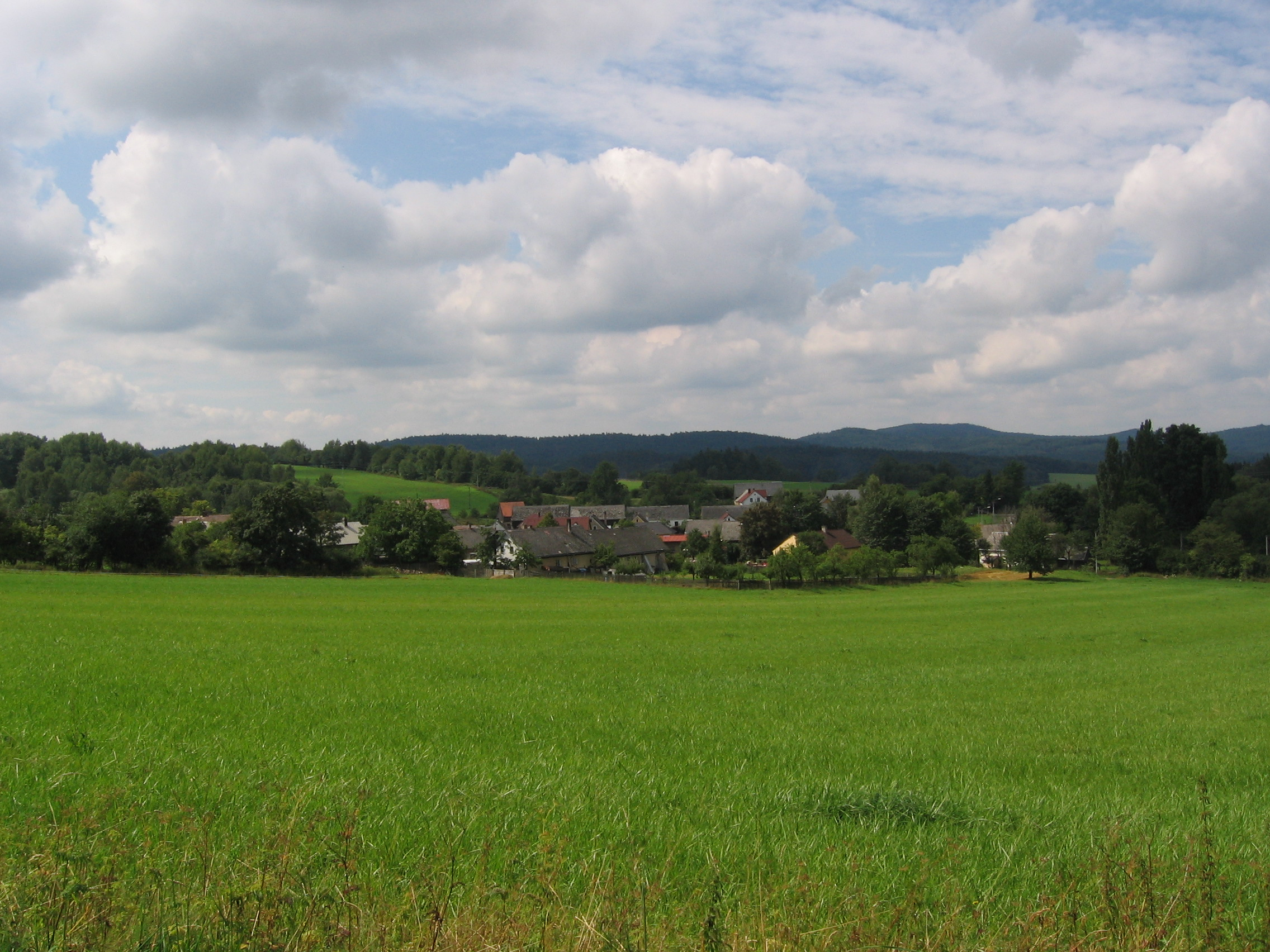
Blick auf Újezd

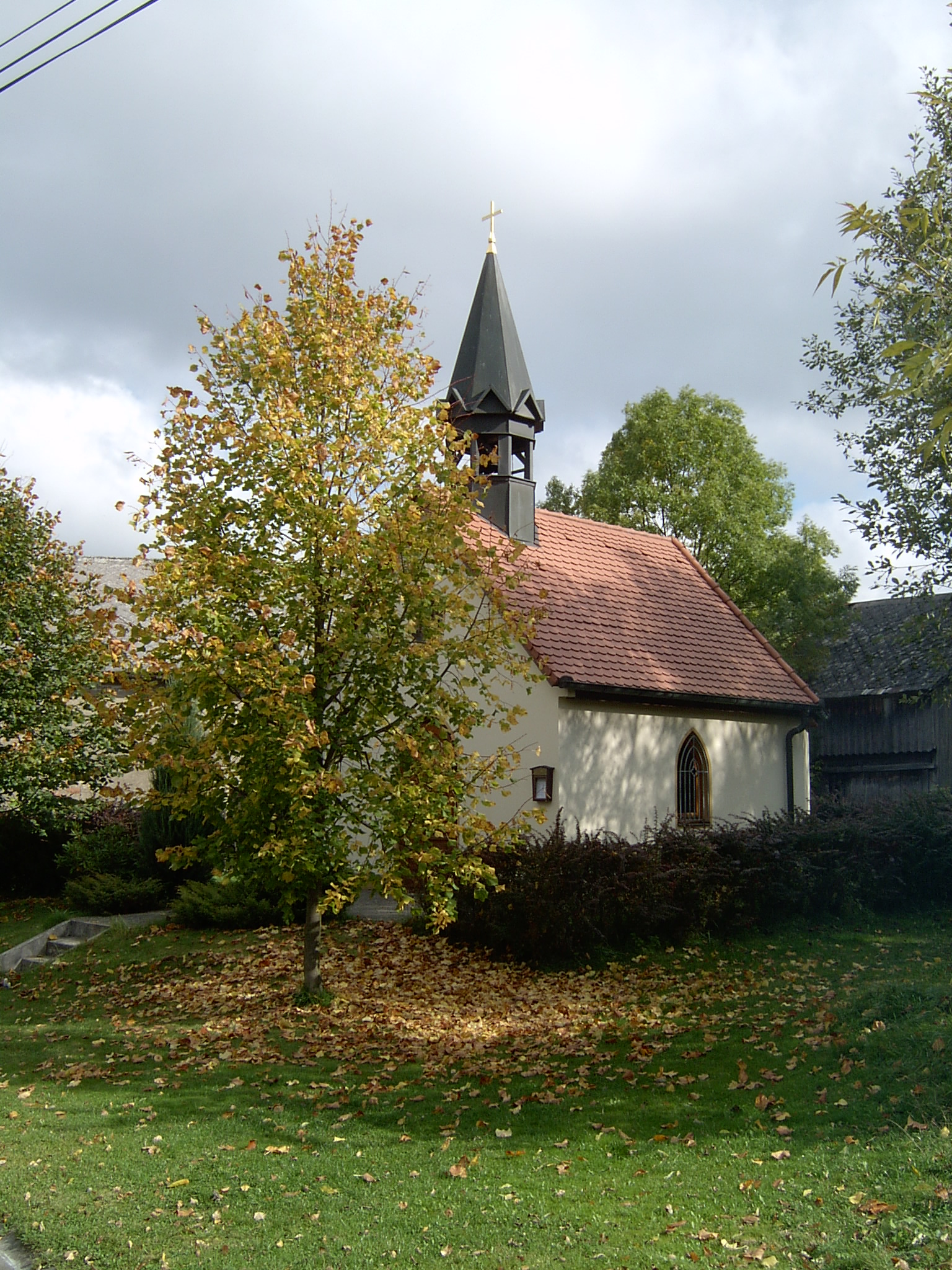
Kapelle Johannes des Täufers

Újezd pod Přimdou (deutsch Ujest b. Pfraumberg) ist ein Ortsteil der Stadt Přimda in Tschechien. Er liegt zwei Kilometer nördlich von Přimda und gehört zum Okres Tachov.

## Geographie
Újezd befindet sich am nordöstlichen Fuß des Berges Přimda (848 m) am Mlýnecký potok. Östlich des Dorfes erhebt sich der Jalovcový vrch (Grammelberg, 640 m). Im Norden wird der Ort von der Autobahn D 5 tangiert, deren nächste Ausfahrt 136 in Mlýnec liegt.
Nachbarorte sind Labuť im Norden, Mlýnec pod Přimdou im Nordosten, Velké Dvorce im Südosten und Přimda im Süden. Nordwestlich liegt das aufgelassene Dorf Bohuslav (Wusleben).

## Geschichte
Die erste Nennung des villa ugiezd stammt aus dem Jahre 1414. Weitere ähnliche Schreibweisen wie „Czerweny Ugezd“, „Uges“ oder „Ugitz“ lassen sich nicht eindeutig mit dem heutigen Újezd pod Přimdou bestimmen. Die Ortsbezeichnung stammt vermutlich vom tschechischen ujezd, deutsch Umlauf, und bedeutet die symbolische Handlung der Grenzbegehung bei Landerwerbungen. Der Name Újezd kommt in Böhmen etwa 100-mal vor.
1596 kam „Augezd“ an die Stadtgemeinde Pfraumberg, die es aber 1598 an die Herrschaft Großmeierhöfen abstoßen musste.
Die berní rula zählt fünf Bauern, zwei Chalupner und sieben Ödungen auf. 1722 standen in Ujest 24 Anwesen, 1788 schon 32.
Nach der Aufhebung der Patrimonialherrschaften bildete Ujest/Oujezd ab 1850 mit der Ansiedlung Schloßberg eine Gemeinde im Gerichtsbezirk Pfraumberg und Pilsner Kreis. Ab 1868 gehörte die Gemeinde zum Bezirk Tachau. Der tschechische Ortsname wurde zum Ende des 19. Jahrhunderts in Újezd geändert. 1900 bestand das Dorf aus 53 Häusern und hatte 300 deutsche Einwohner. Im Ort bestand eine einklassige Dorfschule. Zum Kataster gehörte auch die Försterei auf dem Pfraumberger Schloßberg. Die Einwohnerzahl betrug 1910 326 Personen, 1930 308 Personen, 1939 lebten hier 290 Menschen in 71 Häusern, davon zwei Häuser auf dem Schloßberg.
Nach dem Münchner Abkommen wurde die Gemeinde 1938 dem Deutschen Reich zugeschlagen und gehörte bis 1945 zum Landkreis Tachau. Gepfarrt war das Dorf immer nach Pfraumberg. Nach dem Zweiten Weltkrieg wurden die deutschen Bewohner vertrieben.
Seit 1950 führte die Gemeinde den Namen Újezd pod Přimdou. 1961 wurde Mlýnec eingemeindet. Im Jahre 1980 erfolgte die Eingemeindung nach Přimda. 1991 hatte der Ort 72 Einwohner. Im Jahre 2001 bestand das Dorf aus 36 Wohnhäusern, in denen 83 Menschen lebten. In den 41 dauerhaft zu Wohnzwecken genutzten Häusern des Dorfes lebten im Jahre 2004 83 ständige Einwohner.

## Schule
Als erster nachweisbarer Lehrer in Ujest wird im März 1812 Andreas Bogner genannt. Die Schule (Haus Nr. 9) mit angebauter Lehrerwohnung (Haus Nr. 39) befanden sich in der Nähe des Kriegerdenkmales. Die letzten Lehrer waren:
- ?–1912 Karl Schreiner
- 1912–1932 Lorenz Millauer
- 1932–1935 Franz Menegat (Aushilfslehrer)
- 1935–1945 Hans Radl aus Sorghof.

## Sehenswürdigkeiten
- Kapelle Johannes des Täufers, erbaut 1869. In den 1950er Jahren wurde die Kapelle abgerissen und in den Jahren 1993 bis 1994 wiederaufgebaut. Die Weihe erfolgte 1994.

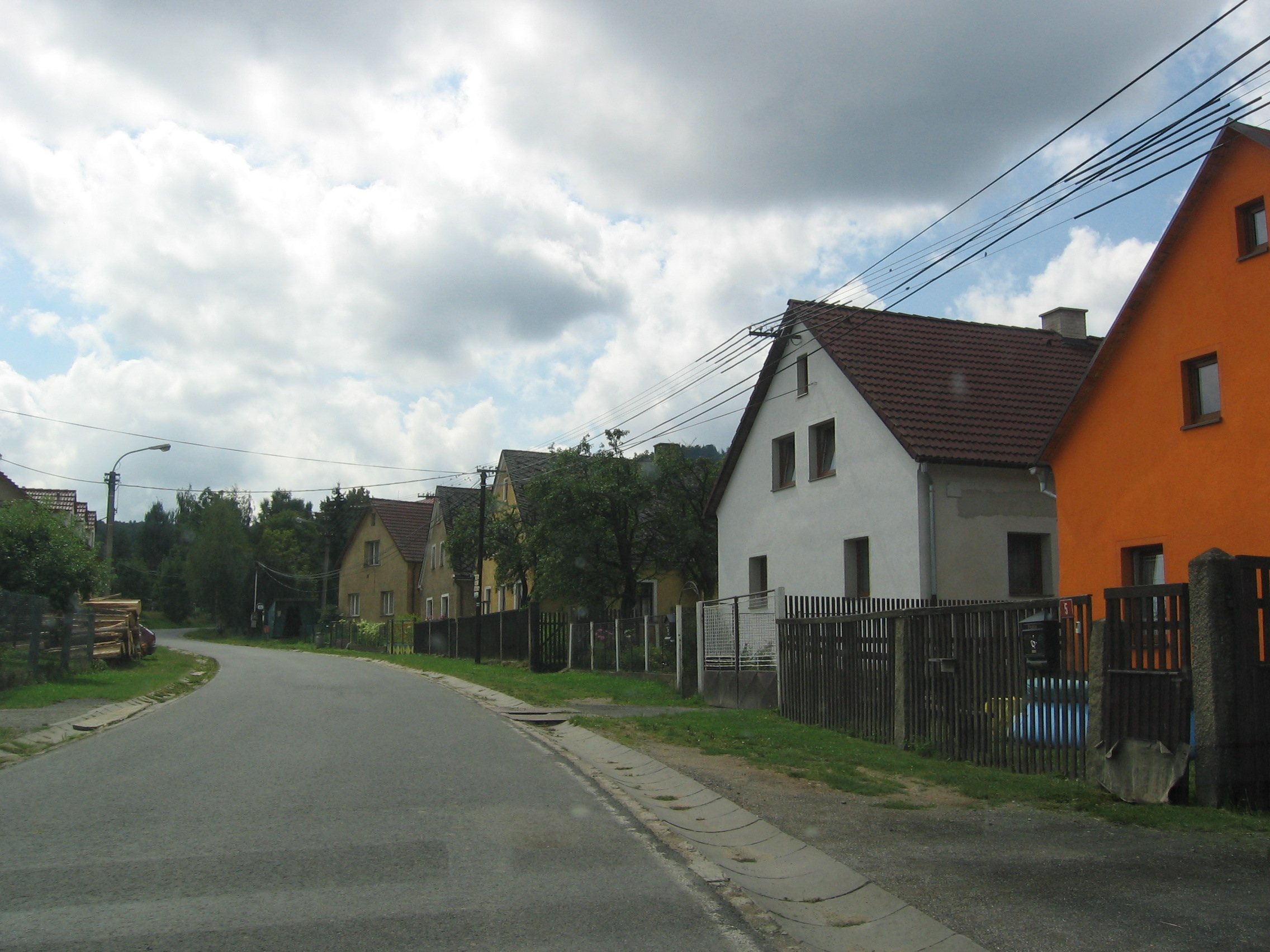
Häuser 5, 8, 10, 11 und 12
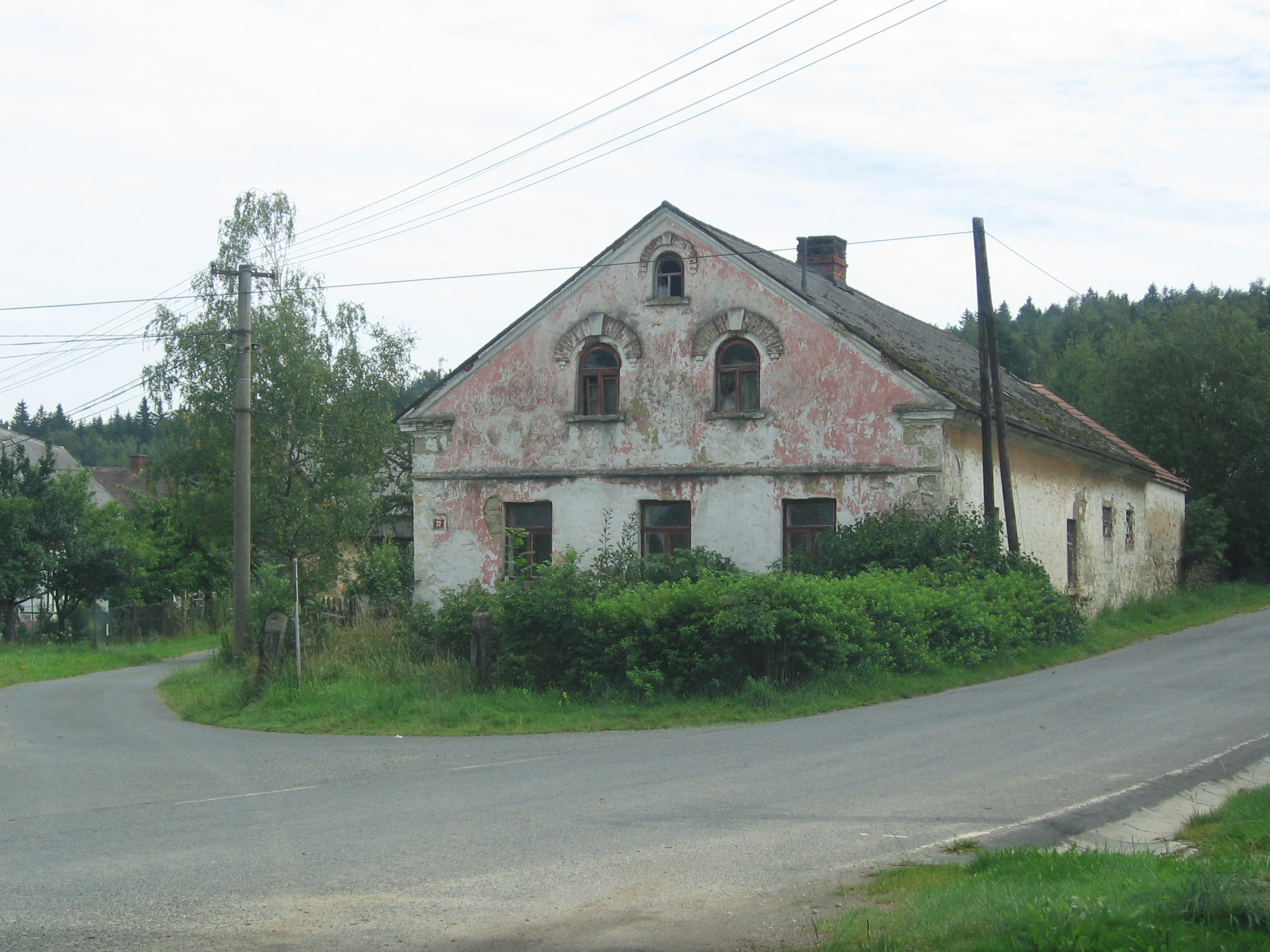
Haus 22
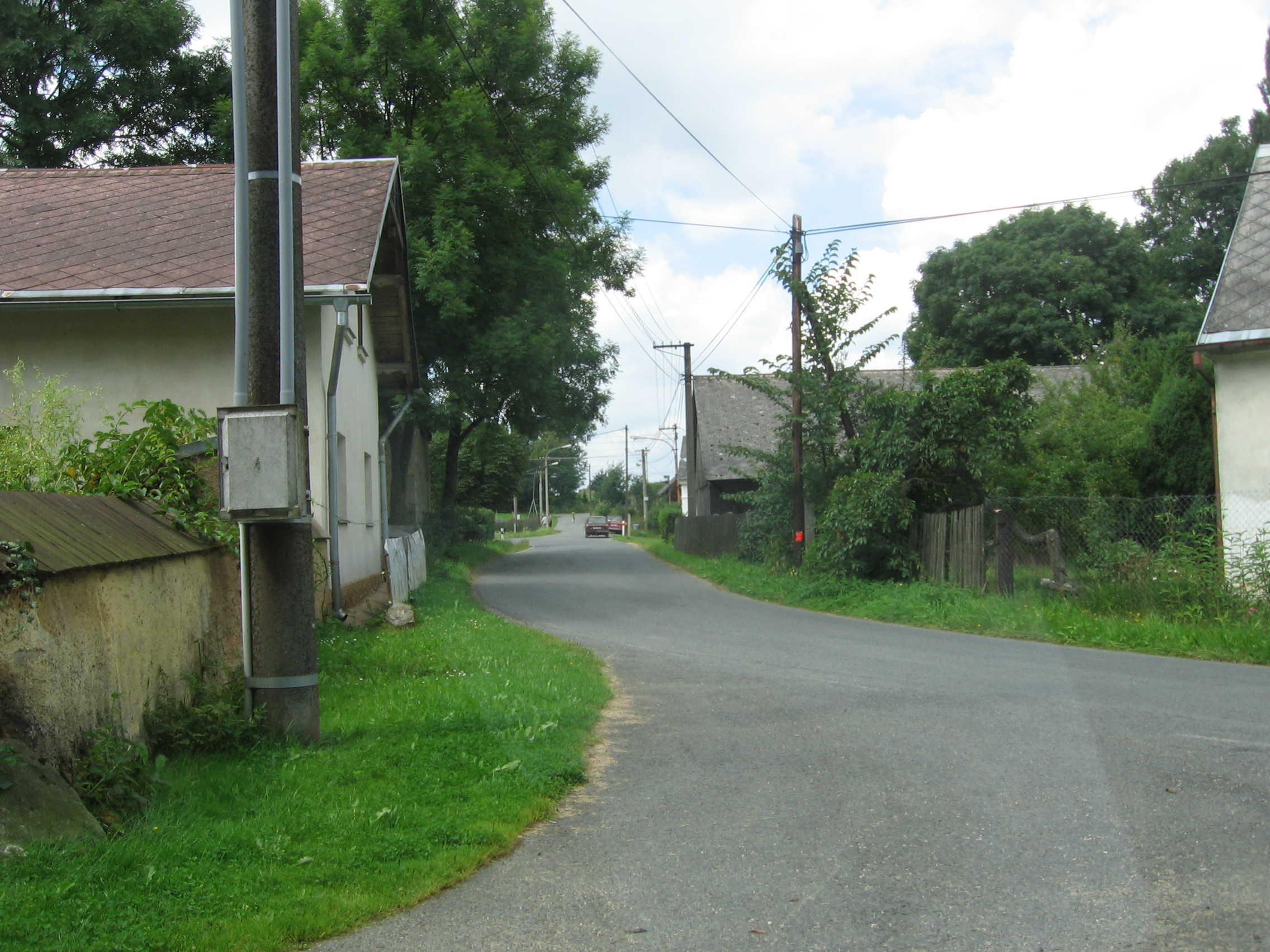
Straße Richtung Milles
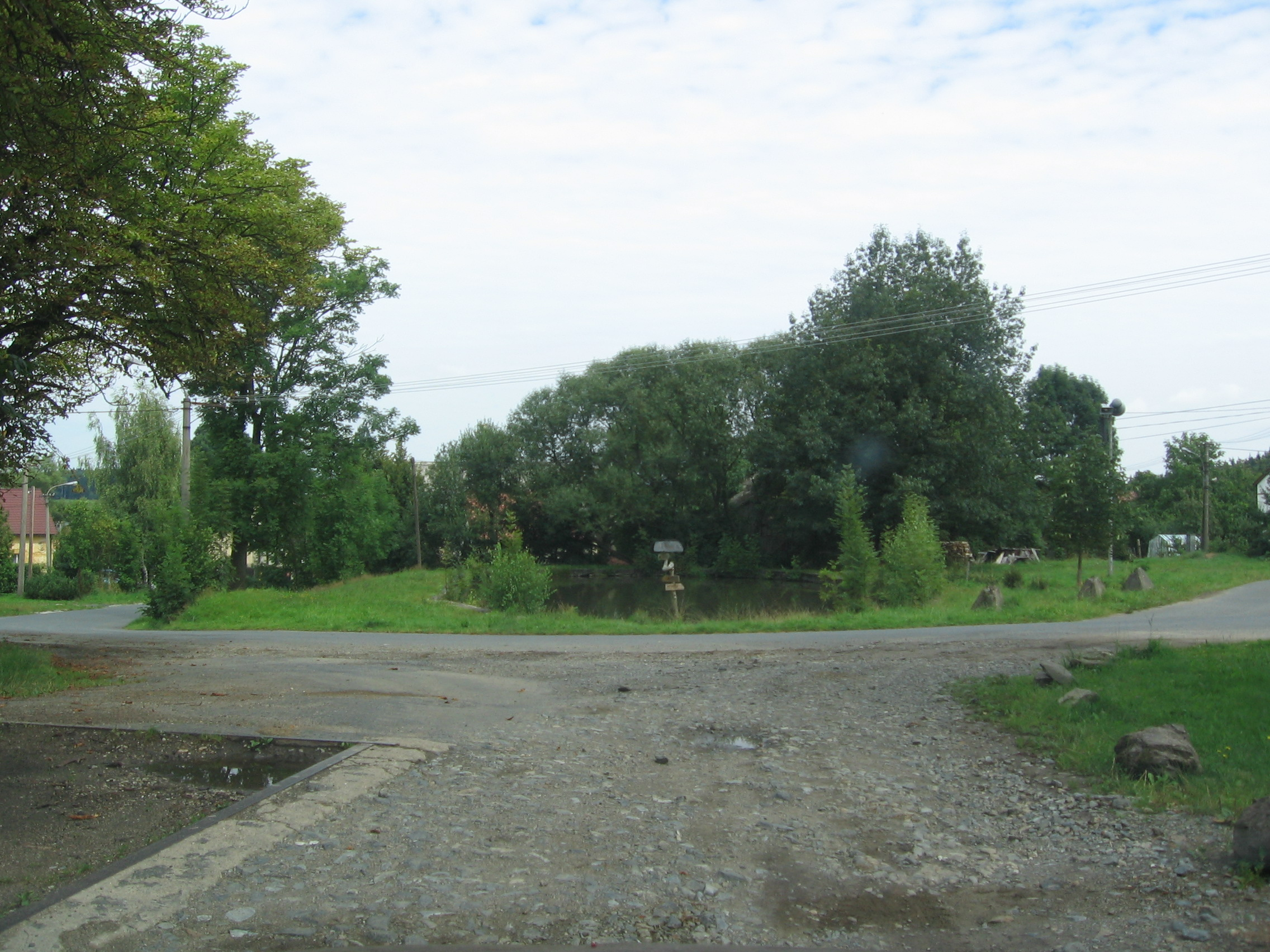
Weiher